# Lucreci Vespil·ló
Lucreci Vespil·ló (en llatí Lucretuius Vespillo) va ser un magistrat romà que va viure al segle ii aC.
Va ser edil l'any 133 aC. Es diu que va obtenir el nom de Vespillo (enterramorts) perquè va ser el que va tirar al riu Tíber el cos de Tiberi Semproni Grac.